# Gnophos fractifasciaria
Gnophos fractifasciaria là một loài bướm đêm trong họ Geometridae.